# JR Davidson
Julius Ralph Davidson o J. R. Davidson (Berlín, 7 de febrero de 1889-California, 2 de mayo de 1977) fue un arquitecto estadounidense conocido por el desarrollo de la arquitectura moderna en Los Ángeles, y su participación en el  Programa Case Study House de la revista Arts & Architecture.

## Vida y trabajos
Julius Ralph Davidson nació en Berlín, Alemania en 1889. Después de pasar varios años en Londres trabajando para la oficina de Frank Stewart Murray y después en París, JR Davidson se casa con Greta Wollstein en 1914. Sirvió en la I Guerra Mundial dos años y medio a partir de 1915. Después de la guerra, regresó a Berlín y más tarde se trasladó a Los Ángeles en 1923, donde trabajó para el arquitecto Robert D. Faquhar, Cecil B. DeMille, y los desarrolladores de Hite-Bilike antes de mudarse a Chicago en 1933, donde se dedica al remodelado de interiores de hotel.
Regresó a Los Ángeles, en 1936, y permanecería en el Sur de California durante el resto de su vida. La mayoría de sus comisiones después de 1936 fueron residenciales. En 1938, comenzó a enseñar en el Art Center College of Design. 
Davidson fue parte de un grupo de arquitectos europeos expatriados que incluye a Richard Neutra, Rudolph Schindler, Kem Weber, y Pablo László que promovieron la arquitectura moderna en Los Ángeles en las décadas de los 30 y 40. Los historiadores de la arquitectura y los críticos han descrito la obra de Davidson como  un puente entre los estilos art déco, Internacional, y Modernista. Sus interiores modernos se han destacado por su calidez, la fluidez, y el bien planificado espacio de almacenamiento. El escritor Thomas Mann, que tenía una gran aversión al estilo de paredes de vidrio, seleccionó a Davidson como el arquitecto de su casa en Pacific Palisades por su moderado modernismo.
Se jubiló en 1972 y murió en Ojai, California , en 1977. J. R. Davidson dona sus papeles para la Colección de Arquitectura y el Diseño de la Universidad de California en Santa Bárbara en 1972 y 1975. Su trabajo fue ampliamente fotografiado por el gran fotógrafo de arquitectura moderna Julius Shulman.

## Programa Case Study House

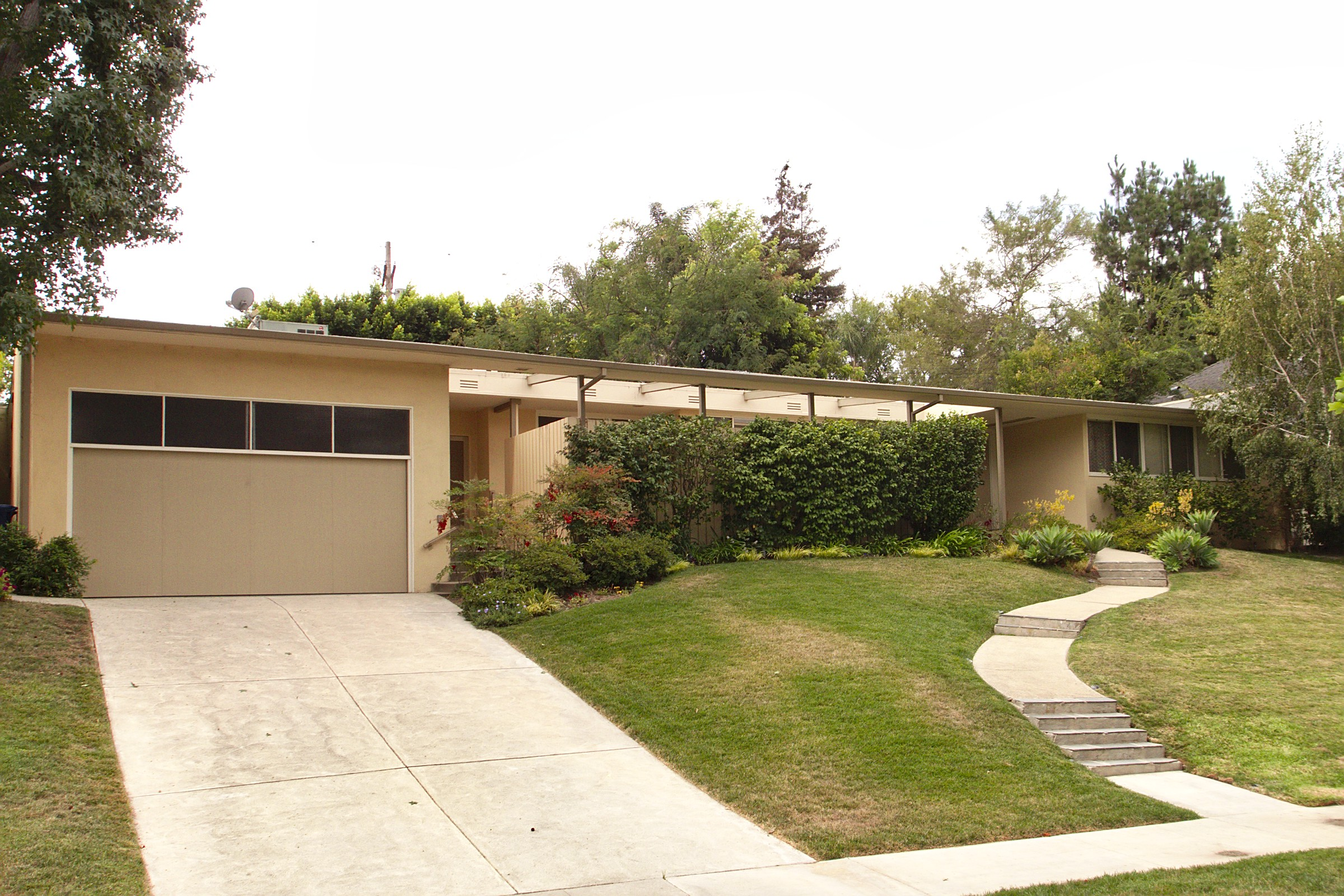
Case Study House No. 1

En el anuncio para el Programa Case Study House, Arts & Architecture reconocía a Davidson como el autor de modernos diseños para tiendas, restaurantes, oficinas, y múltiples unidades residenciales en Los Ángeles y Chicago. Davidson diseña Case Study Houses N.º 1, N.º 11 y N.º 15. La casa N.º 11 en el oeste de Los Ángeles fue la primera en construirse, y la primera en ser demolida. La casa N.º 1 se encuentra en el 10152 de Toluca Lake Avenue en el barrio de Toluca Lake de Los Ángeles. La otra casa todavía existe, es la Case Study House N.º 15 en La Canada Flintridge, California.

## Proyectos seleccionados
| Proyecto | Fecha           | Dirección                                     | Ubicación               |
| --- | --------------- | --------------------------------------------- | ----------------------- |
| Rediseño de interiores del Cocoanut Grove, club nocturno (demolido)                                              | 1926            | Ambassador Hotel (demolido) 3400 Wilshire Bl. | Los Ángeles             |
| Las fachadas y los interiores de tiendas del Wilshire Boulevard (incluye Hi-Hat Restaurante, más tarde Perino's) | 1929            | Los Ángeles                                   |                         |
| Remodelación de Sardi                                                                                            | 1931            | Los Ángeles                                   |                         |
| Remodelación de la casa Maitland                                                                                 | 1937            | 230 Strada Corta                              | Bel-Air                 |
| Casa Strohart | 1938-1938       | 2501 La Mesa Drive                            | Santa Mónica            |
| Gretna Green Apartments                                                                                          | 1940            | Los Ángeles                                   |                         |
| Casa Sabsay | 1940            | Silver Lake                                   |                         |
| Casa Vigeveno | 1941            | Ojai                                          |                         |
| Casa Thomas Mann                                                                                                 | 1941            | 550 San Remo Drive                            | Pacific Palisades       |
| Case Study House N.º 11 (demolido)                                                                               | 1946            | 540 South Barrington Avenue                   | El Oeste De Los Ángeles |
| Casa Kingsley | 1947            | 1620 N. Amalfi                                | Pacific Palisades       |
| JR Davidson, casa y oficina                                                                                      | 1947            | El Oeste De Los Ángeles                       |                         |
| Case Study House N.º 1                                                                                           | 1947            | 10152 Toluca Lake Avenue                      | North Hollywood         |
| Case Study House N.º 15                                                                                          | 1947-1948       | 4755 Lasheart Unidad                          | La Cañada Flintridge    |
| Casa Osherenko                                                                                                   | 1948-1949, 1954 | Beverly Hills                                 |                         |
| Casa Rabinowitz                                                                                                  | 1957            | 2262 N. Stradella                             | Bel-Air                 |
| Casa Jokl | 1958            | 563 N. Bundy                                  | El Oeste De Los Ángeles |

## Leer más
McCoy, Esther. La Segunda Generación. Salt Lake City: Gibbs Smith, 1984.